# 庇亚士
庇亞士爵士（Sir Edward Charles Pearce，1862年—1928年）是英國商人，曾擔任了7年的上海公共租界工部局總董，而且第一次世界大戰期間的總董均為庇亞士。

## 生平
庇亚士生于伦敦，他曾就讀於查特豪斯公學。 
1884年初庇亚士移居上海，並且加入一家茶叶公司。1897年，他加入老公茂洋行，并于1905年成为該公司的合伙人。弗雷德里克·安德森於1920年退休後，庇亚士接管了該公司。 
庇亚士於1911年起當選上海公共租界工部局董事，并于1913年當選上海公共租界工部局總董。  期間他曾致信日本駐上海總領事，表示自己會禁止中國人參加任何反日活動。他還反對讓中國人擔任上海公共租界工部局董事。1922年，他被授予爵士，并被北洋政府授予嘉禾四等勋章。 北翟路的舊名庇亚士路就來自庇亚士。
1922年，庇亚士离开上海回到英国，並在伦敦周圍的一些地方定居。 

## 婚姻
1894年，庇亚士与马里昂·埃弗里特（Marion Everett）结婚。他们有两个孩子。一位在婴儿期間就因溺水而身亡，另一位在第一次世界大战法國戰場阵亡。 